# لسانيات نظرية

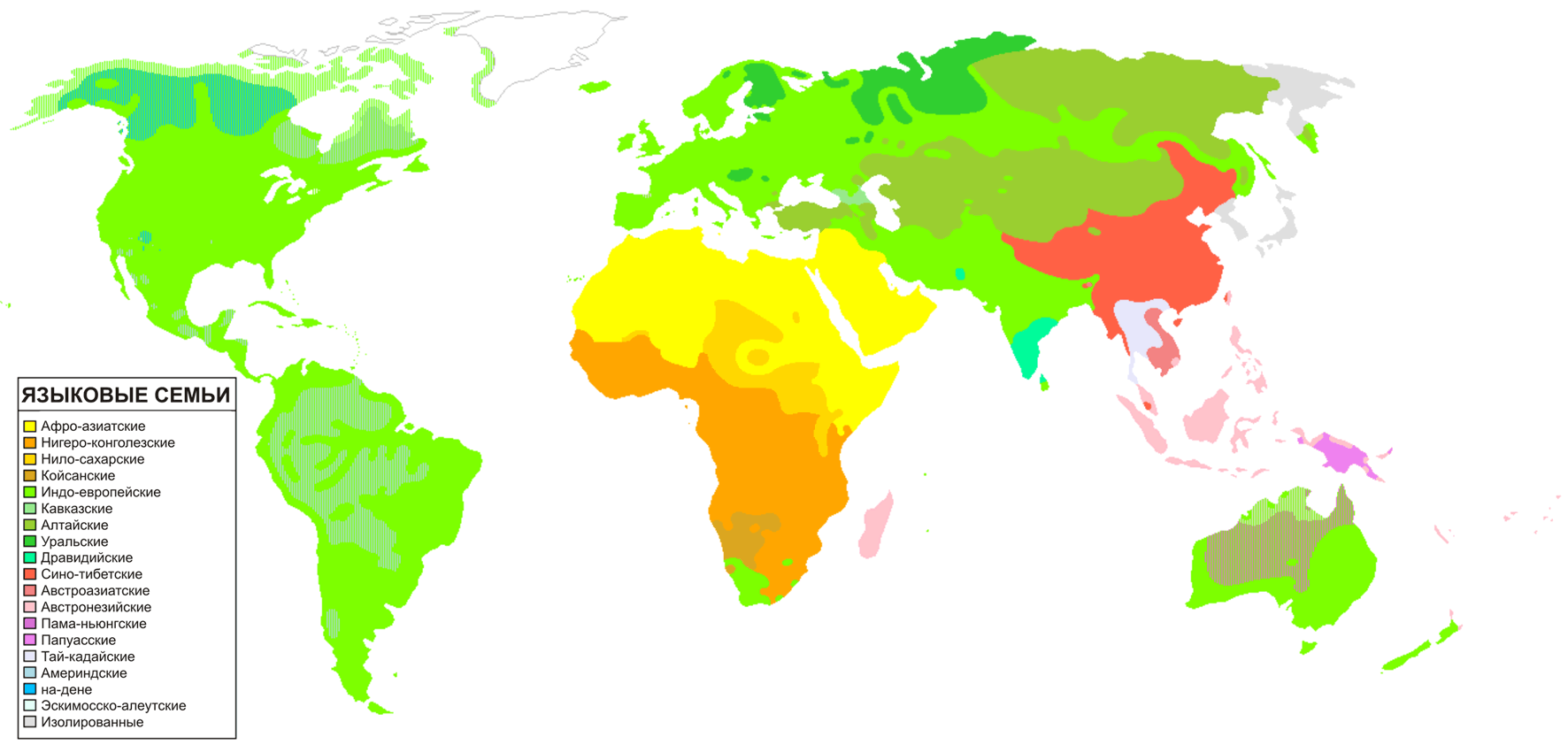

علم اللغة النظري هو أحد فروع علم اللغة والذي يهتم بشكل كبير بوضع نماذج للمعرفة اللغوية. من أهم الفروع الأساسية لعلم اللغة النظري هي النحو وعلم الصوتيات الوظيفي وعلم الصرف وعلم الدلالة. وبالرغم من إن علم الصوتيات يدخل مع علم الصوتيات الوظيفي، إلا أن غالبا مايتم استبعاده من نطاق تخصص علم اللغة النظري، وذلك يشمل علم اللغة النفسي والاجتماعي. علم اللغة النظري يشمل أيضا البحث عن تفسير لعلم اللغة العالمي وهو الذي يدرس الخصائص المشتركة لجميع لغات العالم.

## الفروع الأساسية

### علم الصوتيات
علم الصوتيات  هو العلم الذي يدرس نطق وفهم الأصوات اللغوية.
مع التركيز على ثلاث نقاط رئيسية:
- اللفظ: يختص بكيفية نطق الأصوات اللغوية ودراسة أعضاء النطق في الإنسان.
- الإدراك: طريقة استجابة اذن الإنسان إلى إشارات الكلام وأيضا كيف يحللها الدماغ البشري.
- الخصائص الصوتية: هي الخصائص الفيزيائية للأصوات اللغوية مثل اللون وجهارة الصوت والسعة والتردد الخ..

وفقا لهذا التعريف، فإن علم الصوتيات يمكن أن يطلق عليه أيضا التحليل اللغوي للغة البشرية. وهذا أحد الفروق الواضحة بينه وبين علم الصوتيات الوظيفي وهو الذي يدرس بنية وترتيب الأصوات اللغوية في اللغات عند الإنسان، وعلاوة على ذلك هو يحمل الطابع النظري والمجرد. وهذه أحد الأمثلة التي يمكن أن توضح هذا الفرق: في اللغة الإنجليزية نضيف النهاية -s وممكن ان تنطق إما /s/, /z/, وممكن أيضا ان تكون صامته (تكتبØ) وذلك اعتمادا على سياق الجملة.

#### علم الصوتيات اللفظي
هو أحد فروع علم الصوتيات، وفي دراسة النطق، يحاول علماء الصوتيات توثيق كيفية نطق الإنسان للأصوات اللغوية (حروف العلة والحروف الساكنة). ويهتم أيضا العلماء بكيفية اختلاف البنية للجهاز الصوتي، تسمى بالنواطق (اللسان، الشفتين والفك والحنك والأسنان وغيرها), والتي تعمل معا لنطق أصوات محددة.

#### علم الصوتيات الإدراكي (السمعي)
هو أحد فروع علم الصوتيات والذي يهتم بالسمع، اكتساب وفهم الأصوات اللغوية لكلمات اللغة. وكما أن علم الصوتيات النطقي يبحث في طرق إنتاج الصوت فإن علم الصوتيات الإدراكي يبحث في طرق استقبال الصوت من الاذن إلى الدماغ، وعمليات أخرى مشابهه.

#### علم الصوتيات الفيزيائي
هو أحد فروع علم الصوتيات الذي يتناول الجوانب السمعية للأصوات اللغوية. وهذا المجال يدرس خصائص مشابهه لعلم الفيزياء مثل اتساع شكل موجة ومدته وترددها الأساسي أو الخصائص الأخرى لتردد الطيف، وعلاقة هذه الخصائص بالفروع الأخرى لعلم الصوتيات (علم الصوتيات اللفظي والإدراكي), ولتجريد المفاهيم اللغوية مثل الحروف والعبارات والجمل.

### علم الأصوات الوظيفي
يدرس علم الأصوات الوظيفي أصوات اللغة وكيفية تنظيم الأصوات في تلك اللغة. وينقسم إلى دراستين منفصلتين، علم الصوتيات والحروف الصوتية. علم الصوتيات هو وصف الأصوات التي نسمعها. يلفت الانتباه إلى أدق التفاصيل في أصوات اللغة. هناك ثلاث أنواع لعلم الصوتيات: علم الصوتيات الإدراكي، علم الصوتيات اللفظي، علم الصوتيات الفيزيائي. علم الصوتيات الإدراكي يتناول الخصائص الفيزيائية للصوت، ما هو الصوت الصادر بالضبط من الشخص المتحدث. علم الصوتيات الفيزيائي يتناول الطريقة التي نسمع بها الأصوات، أي أن الإنسان يسمع الصوت ويدركه. وأخيرا، علم الصوتيات النطقي يدرس كيفية نطق الأصوات اللغوية. هذا يصف الأصوات الحقيقية بالتفصيل. ويعرف أيضا باسم علم الصوتيات الوصفي.
ويهتم علم الحروف الصوتية بكيفية استخدام الأصوات. ويحلل الطريقة التي يتم بها ترتيب الأصوات في اللغات وأيضا يساعدك على سماع الأصوات الهامة في اللغة. ويطلق على وحدة تحليل الحروف الصوتية الفونيميات. الفونيميات هي الصوت الذي ينطق لتمييز كلمة عن الكلمات الأخرى في اللغة. وعلى سبيل المثال، الكلمة الإنجليزية "tie" تختلف نطقا عن "die": الأصوات التي ميزت الكلمات هي [t] و [d]. ومثال في اللغة العربية: كلمة: تم" تختلف نطقا عن كلمة " دم" والاختلاف هنا في الأصوات التي ميزت الكلمات هي [ت] و [د] .

### علم الصرف
يهتم علم الصرف بدراسة بنية الكلمات. على سبيل المثال: في جملة «ذَهَبْنا إلى المطعم» أضيفت إلى الفعل «ذَهَبَ» حرفا النون والألف في النهاية لتمييزه عن الشكل الأساسي. إضافة النهاية «ـنا» إلى الفعل يعطينا صيغة الجمع المتكلم. تعمل بعض النظريات الصرفية مع نهايتين -s مختلفتين، تدعى نهايات صرفية لتوضح الجمع أو الشخص المفرد. الوحدة الصرفية (مثل «ـنا» في المثال) يسمى المقطع الصرفي (morpheme) وهو أصغر وحدة لغوية ذات معنى في اللغة التركيبية. مثلا، في اللغة الإنجليزية كلمة chairs والتي تعني «كراسي» تتكون من وحدتين صرفيتين هما: المقطع الصرفي chair والوحدة الصرفية s التي تدل على الجمع.
تختلف اللغات فيما يتعلق في بنيتها الصرفية. قد نميز اللغات التحليلية لأن لديها القليل أو لا يوجد لديها نهايات (لواحق) أو أي عمليات صرفية أخرى أكثر من اللغات التركيبية التي يوجد لديها الكثير من اللواحق.

### علم النحو
يدرس علم النحو تركيب الجملة والتسلسل الهرمي للجمل، التي توضح برسم التحليل الشجري. ويهتم هذا العلم بالعلاقة بين الكلمات ببعضها البعض على المستوى النحوي والصرفي. يسعى علم النحو إلى الوصف المتقن لكيفية ربط الكلمات ببعضها في الجمل الرسمية (الفصحى) لتسهيل تفسير وتوضيح هذه الجمل. ويرتكز علم النحو على مبادئ المنطق الصوري ونظرية المجموعات لتمثل بدقه العلاقة الشجرية بين عناصر الجملة. وغالبا مايستخدم هذا الرسم الشجري لتوضيح الهياكل الهرمية للجمل. وبالتالي، فإن ترتيب الجملة في اللغة الإنجليزية تبدأ بالفاعل متبوعة بالفعل الرئيسي ومن ثم يتبع الفعل بالمفعول به. وهذا الترتيب للجملة مهم جدا للوصول إلى التفسير الصحيح لها وهو الأمر الذي حاول علماء النحو التركيز عليه.

### علم الدلالة
علم الدلالة هو الذي يدرس المعنى في اللغة، أي المعاني الجوهرية للكلمات والعبارات. تهتم الكثير من الأعمال في مجال فلسفة اللغة بالعلاقة بين المعاني والعالم. على سبيل المثال، فلاسفة اللغة وفلاسفة علم الدلالة كلاهما يستخدم الأسلوب الاقتراحي ويستخدمون الأسلوب المسند والمنطق المشروط للتعبير عن أفكارهم حول معنى الكلمة، أي مايسمى ب«المعنى».

## المصدر
- كتاب الفجوة الرقمية- تاليف: د. نبيل علي / د. نادية حجازي ـ سلسلة عالم المعرفة - غشت 2005 ـ العدد 318 ـ ص: 211